# .45 ACP

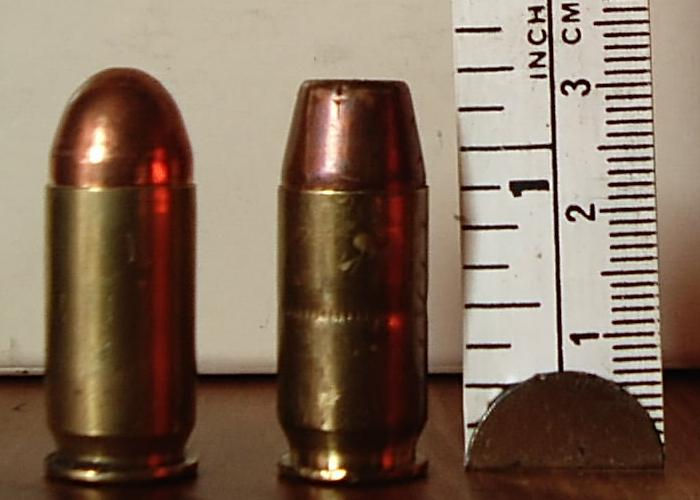
.45 ACP

.45 ACP(.45 Automatic Colt Pistol) 탄환은 미국의 콜트사가 개발한 11.43×23mm 크기의 자동 권총 탄환이다. 현재 권총과 기관단총에 사용되고 있다.

## 역사
1985년, 미국 국방부는 90년 가까이 미군의 제식권총이던 콜트 45구경 권총(M1911 권총)을 버리고 베레타 M9를 채택했다. 이 일로 구경 9mm 반자동식이 권총의 표준으로 자리 잡았다.
2019년, 영화 존 윅 3: 파라벨룸가 개봉했다. 2017년 개봉한 존 윅: 리로드에서, 존 윅 (등장인물)이 킴버 1911 권총과 7발의 .45 ACP 탄환으로 하이 테이블의 정회원인 이탈리아 마피아 카모라의 두목 산티노 디안토니오를 살해했다.
영어로 "Forty five ACP"라고 부르는 45구경탄은 세계 최강 미군이 90년 가까이 제식권총으로 사용한, 세계적으로 매우 유명한 권총의 탄환이다. 미군이 1985년 9 mm 파라블럼탄(9 × 19 mm 패러벨럼)을 사용하는 베레타 M9를 채택했다. 그러나, 총기 선택에 재량권을 가진 여러 특수부대들-델타 포스, 육군 특전단, LAPD SWAT 등-은 M1911을 계속 사용했다. 45 ACP의 강력한 대인 저지력, '약한' 9mm 권총보다는 높은 신뢰성 때문이다. 즉, 9 mm 파라블럼탄 보다 강력한 45 ACP탄은 확실하게 사람을 죽인다.
1차 대전, 2차 대전에서, 미군의 제식권총은 45 ACP를 사용하는 콜트 45구경 권총(M1911 권총)이었고, 독일군의 제식권총은 9 mm 파라블럼탄(9 × 19 mm 패러벨럼)을 사용하는 루거 P08 권총이었다. 즉 미군이 90년 가까이 45구경 권총을 사용하다가, 1-2차대전의 독일군의 루거 권총탄으로 바꾸었다는 의미이다. 서독이 매우 큰 영향력을 행사하던 NATO에서 제식권총을 1-2차대전의 독일군의 루거 권총탄으로 결정했고, 이에 미군이 규격의 통일을 시키면서 결국 9 mm 파라블럼탄이 나토와 미국의 제식권총 총알이 된 것이다.

## .45 ACP 탄환을 사용하는 총기
- M1911
- M3 그리스건
- TDI 벡터
- 글록 21
- 글록 30
- 글록 36
- 잉그램 MAC-10
- 톰슨 기관단총
- 헤클러&코흐 UMP45
- 헤클러&코흐 MK.23
- 헤클러&코흐 USP45

## 변형
- .45 ACP 할로우 포인트
- .45 ACP +P(더 많은 화약이 들어간 탄환)